# Ellenz-Poltersdorf
Ellenz-Poltersdorf – wieś i gmina lokalna w Niemczech, w kraju związkowym Nadrenia-Palatynat, w powiecie Cochem-Zell, wchodząca w skład gminy związkowej Cochem. Miejscowość złożona jest z dwóch części: Ellenz i Poltersdorf.